# 蕭俊銘
蕭俊銘（Siu Chun Ming，1995年12月27日—），生於香港，香港足球運動員，司職進攻中場，現時效力香港甲組聯賽球隊駿其。

## 球會生涯
蕭俊銘生於香港，10歲起加入區內業餘球隊和團之友才正式學踢足球，經過7年的7人足球生涯，直到到17歲才首次接觸11人足球，加盟深水埗參與丙組賽事。2014年轉到南華預備組，更得到提拔到一隊的機會。此時效力駿其天旭的好友鍾偉強力薦蕭俊銘加盟，由於球隊希望升上港超聯，要招收新人，加盟後蕭俊銘整季為駿其天旭在甲組攻進9球。
2015年7月，蕭俊銘正式加盟香港超級聯賽球隊夢想駿其，首個職業球季獲得9次正選機會。2016年7月20日，蕭俊銘加盟香港超級聯賽球隊香港飛馬，獲領隊奇雲邦特重用。2016年12月10日，蕭俊銘首次在聯賽以正選上陣對南華，便助球隊擊敗對手，其後再於菁英盃8強以後備身份上陣，更在12碼階段射入重要的一球。

## 國際賽生涯
2016年7月15日，蕭俊銘入選香港U21的決選名單，岀戰在新加坡舉行的新加坡四國賽，最終大敗而回。他於2017年7月入選香港U22代表隊，參與在朝鮮舉行的的亞洲23歲以下錦標賽外圍賽，但最後香港以1勝2和不敗的成績，未能成為五隊最佳次名之一，無緣晉身決賽周。

## 軼事
蕭俊銘視以技術見稱的港隊中場林嘉緯為學習對象。

## 榮譽
駿其天旭
- 香港甲組聯賽冠軍（2014–15季度）

香港飛馬
- 香港菁英盃亞軍（2016–17季度）

香港代表隊
- 港澳埠際賽冠軍（2017年）

## 外部連結
- 香港足球總會網頁球員註冊資料 （页面存档备份，存于）